# Premios Nika
Los Premios Cinematográficos Nika (en ruso: Кинопремия «Ника») son el principal premio cinematográfico nacional que se concede de forma anual en Rusia. Los premios son organizados y entregados por la Academia Rusa de las Artes y Ciencias Cinematográficas, que fue fundada en diciembre de 1988 en Moscú por Yuli Gusman, y aparentemente inspirados en los Premios de la Academia (Oscars). Los premios de la Academia Rusa toma su nombre de Niké, la diosa de la victoria. En consecuencia, el premio es el modelo de la escultura de la Victoria alada de Samotracia. Es el galardón anual más importante del cine en Rusia, la CEI y los países bálticos.

## Premiados
- 1993

Piotr Todorovski ganó el premio a la mejor película por Ankor, yeshchó ankor!. Nikita Mijalkov ganó el premio al mejor director por Urga y Mijaíl Vartánov al mejor documental dedicado a Serguéi Paradzhánov Paradzhánov: The Last Spring. Vadim Yúsov ganó el premio a la mejor fotografía por Pasport, de Gueorgui Danéliya.
- 1994

Vladímir Jotinenko ganó el premio a la mejor película por Makárov. Vadim Yúsov ganó el premio a la mejor fotografía por Prorva, de Iván Dyjovichny.
- 1995

Kira Murátova ganó el premio a la mejor película y mejor directora por Pasiones (Uvlechenya). El premio honorífico a la trayectoria fue para la viuda de Serguéi Guerásimov, Tamara Makárova.
- 1996

Aleksandr Rogozhkin ganó el premio a la mejor película y mejor director por Peculiaridades de la caza nacional.
- 1997

Serguéi Bodrov ganó el premio a la mejor película y mejor director por El prisionero de las montañas. El premio honorífico a la trayectoria fue para Gueorgui Zhzhónov.
- 1998

Pável Chujrái ganó el premio a la mejor película y mejor director por Vor.
- 1999

Alekséi Balabánov ganó el premio a la mejor película por Of Freaks and Men. Otar Ioseliani ganó el premio al mejor director por Brigands-Chapter VII
- 2000

Alekséi Guerman ganó el premio a la mejor película y mejor director por Jrustalyov, ¡mi coche!.
Mijaíl Ulyánov ganó el premio al mejor actor por El fusilero del regimiento Voroshílov.
Valeriy Priyomykhov ganó el premio al mejor guion por Who, If Not Us
- 2001

Alekséi Uchítel ganó el premio a la mejor película por El diario de su esposa. Bakhtyar Khudojnazarov ganó el premio al mejor director por Luna Papa. El premio honorífico a la trayectoria fue para Viacheslav Tíjonov.
- 2002

Aleksandr Sokúrov ganó el premio a la mejor película y mejor director por Taurus. El premio honorífico a la trayectoria fue para Alekséi Batálov.
- 2003

Aleksandr Rogozhkin ganó el premio a la mejor película y mejor director por El cuco. Oleg Yankovsky ganó el premio al mejor actor.
- 2004

Andréi Zviáguintsev ganó el premio a la mejor película por El regreso (Vozvrashchenie). Vadim Abdrashítov ganó el premio al mejor director e Inna Chúrikova el de mejor actriz. El premio honorífico a la trayectoria fue para Piotr Todorovski.
- 2005

Dmitry Meskhiev ganó el premio a la mejor película por Svoi, mientras que Kira Murátova fue elegida mejor directora por El afinador. Bogdan Stupka ganó el premio al mejor actor y Alla Demídova el de mejor actriz. Eduard Artemyev se llevó el galardón a la mejor música. El premio honorífico a la trayectoria fue para Vadim Yúsov y Nonna Mordyukova.
- 2006

Fiódor Bondarchuk ganó el premio a la mejor película por La novena compañía, mientras que Aleksei German Jr ganó el premio al mejor director por Garpastum. Yevgeny Mironov y Alisa Fréindlij ganaron el premio a mejor actor y mejor actriz, respectivamente. Marlén Jutsíev (Marlen Khutsiev) ganó el premio honorífico a una carrera en el cine.
- 2007

Pável Lunguín ganó el premio a la mejor película y mejor director por La isla. Pyotr Mamonov y Viktor Sukhorukov se llevaron el premio al mejor actor y mejor actor de reparto, respectivamente, por sus papeles en esa película. Fyodor Khitruk ganó el premio honorífico a una carrera en el cine.
- 2008

Serguéi Bodrov ganó el premio a la mejor película y mejor director por Mongol. Serguéi Garmash ganó el premio al mejor actor por su papel en 12 de Nikita Mijalkov, y Leonid Bronevoy el de mejor actor de reparto. El premio honorífico a la trayectoria fue para Georgi Daneliya.
- 2009

Valery Todorovsky ganó el premio a la mejor película por Hipsters. Aleksei German Jr ganó el premio al mejor director por Paper Soldier. El premio honorífico a la trayectoria fue para Aleksei German Sr.
- 2010

Andrei Khrzhanovsky ganó el premio a la mejor película por Room and a Half. Svetlana Kryuchkova ganó el premio a la mejor actriz por su papel en Bury Me Behind the Baseboard; Vladimir Ilyin el de mejor actor por Ward No. 6 y Oleg Yankovsky de forma póstuma por sus papeles en Anna Karenina y Zar.
- 2011

Alekséi Uchítel ganó el premio a la mejor película por Kray. Alexei Popogrebski ganó el premio al mejor director por Cómo acabé este verano.
- 2012

Andréi Smirnov ganó el premio a la mejor película por Érase una vez una mujer sencilla. Andréi Zviáguintsev ganó el premio al mejor director por Elena.
- 2013

Mejor película: Faust, dirigida por Aleksandr Sokúrov
- 2014

Mejor película
Ganador:
The Geographer Drank His Globe Away, dirigida por Alexander Veledinsky
Nominadas:
Kiss!, dirigida por Zhora Krizovnicka
A Long and Happy Life, dirigida por Borís Jlébnikov (Boris Khlebnikov)
Metro, dirigida por Anton Megerdichev
Stalingrad, dirigida por Fiódor Bondarchuk